# Giovanni Parisi
Giovanni Parisi est un boxeur italien né le 2 décembre 1967 à Vibo Valentia et mort le 5 mars 2009 à Voghera.

## Biographie
Champion olympique aux Jeux de Séoul en 1988 dans la catégorie poids plumes, Giovanni Parisi passe professionnel l'année suivante et remporte le titre de champion d'Italie des poids légers en 1991 puis la ceinture mondiale WBO le 25 septembre 1992 aux dépens de Francisco Javier Altamirano.
Parisi poursuit sa carrière en super-légers en 1994 et décroche également le titre WBO en battant Sammy Fuentes le 9 mars 1996 par arrêt de l'arbitre à la 8e reprise. Il remporte les 5 combats suivants puis perd contre Carlos González le 29 mai 1998.

## Parcours auxJeux olympiques
Jeux olympiques d'été de 1988 à Séoul (poids mi-lourds) :
- Bat Lu Chih Hsiung (Chine Taipei) aux points 5 à 0
- Bat Mikhail Kazaryan (URSS) par arrêt de l'arbitre au 2e round
- Bat Jacov Shmul (Israël) aux points 5 à 0
- Bat Abdelhak Achik (Maroc) par arrêt de l'arbitre au 1er round
- Bat Daniel Dumitrescu (Roumanie) par KO au 1er round